# Spanien i olympiska sommarspelen 1920
Spanien deltog med 58 deltagare vid de olympiska sommarspelen 1920 i Antwerpen. Totalt vann de två silvermedaljer.

## Medaljer

### Silver
- Patricio Arabolaza, Mariano Arrate, Juan Artola, José María Belauste, Sabino Bilbao, Agustín Eizaguirre, Ramón Equiazábal, Ramón Gil, Domingo Acedo, Silverio Izaguirre, Rafael Moreno, Luis Otero, Francisco Pagazaurtundúa, José Samitier, Agustín Sancho, Félix Sesúmaga, Pedro Vallana, Joaquín Vázquez och Ricardo Zamora - Fotboll.
- Leopoldo de La Maza, Hernando Fitz-James, Jacobo Fitz-James, Alvaro de Figueroa och José de Figueroa - Hästpolo.